# 仙台市立幸町中学校
仙台市立幸町中学校（せんだいしりつ さいわいちょうちゅうがっこう）は、宮城県仙台市宮城野区幸町一丁目にある公立中学校。通称は「幸中」（こうちゅう）。
なお、上記で述べたように本校の通称は「幸中」（こうちゅう）であるが、同市に位置する仙台市立向陽台中学校も同じく「向中」（こうちゅう）と呼ばれるため、混同しないように注意が必要である。

## 概要
仙台駅の北東部地区の人口増加にともない、幸町地区に開校したのが幸町中学校である。

## 沿革
- 1985年（昭和60年）4月1日 - 仙台市立五城中学校、仙台市立東仙台中学校、仙台市立台原中学校の校区を分離する形で仙台市立幸町中学校が設置される。
- 1986年（昭和61年）4月1日 - 仙台市立西山中学校が分離開校

## 出身者
- 沼田さくら - バレーボールパイオニアレッドウィングス元選手、ファッションモデル
- 菅原茉椰（SKE48）